# ナチ・ハンターズ
『ナチ・ハンターズ』（Hunters）は、デヴィッド・ワイルが製作したアメリカのドラマ Webテレビシリーズ。2020年2月21日、 Amazonプライム・ビデオで初公開された 。
2023年1月13日にシーズン2の最終回が放送された後に打ち切りが発表された。

## 前提
このシリーズは、何十年にもわたる多くの本物のナチ・ハンターの活動に触発されているが、それらを具体的に表現することを意図したものではない。1977年のニューヨークに住む多様な来歴ナチス・ハンターたちが、ナチスの戦犯たちが第四帝国をアメリカに作るために共謀していることを知る。並行するプロット要素は、多くのドイツ人科学者（その多くはナチス）をアメリカに移転させるアメリカ政府の作戦であるペーパークリップ作戦の発見である。

## キャストとキャラクター

### レギュラー
ジョナ・ハイデルバウム
演 - ローガン・ラーマン、日本語吹替 - 時永洋
祖母に代わってハンターズに加わる若き数学の天才。ラーマンは、ジョーダン・ピール、アルフォンソ・ゴメス＝レホン、デヴィッド・ワイル、ニッキー・トスカーノの関わりと、悪と戦うために悪であるというシリーズの道徳的ジレンマのためにプロジェクトに参加した。
マイヤー・オファーマン
演 - アル・パチーノ、日本語吹替 - ふくまつ進紗
ポーランド系ユダヤ人の慈善家であり、ホロコーストの生存者で、ハンターたちを勧誘し指導する。この作品は、パチーノにとって初のテレビシリーズ主演作となり、「過去にあった素晴らしいテレビドラマのオファーを逃したのは、『お前はテレビに出るな』と言われたからです。早くからアドバイザーがそう言っていたんです。30年前の話だけどね」と述べている。祖父母がともにホロコーストの生存者であったことから『ハンターズ』を制作したクリエイター、デヴィッド・ワイルは、マイヤーを執筆することを「私は初めて祖父に会った、それは本当に美しく、ある種の力強いことだった」と表現している。
若き日のマイヤー
演 - ザック・ショール
大佐
演 - レナ・オリン、日本語吹替 - 庄司まり
第四帝国のリーダーで、ヒトラーの妻。
ミリー・モリス
演 - ジェリカ・ヒントン、日本語吹替 - ニケライ・ファラナーゼ
殺人事件の捜査中に第四帝国とハンターズに出くわしたFBI捜査官。ヒントンは、このキャラクターが、FBIのような市民を守るための強力な組織を圧倒的に信頼していることに最も注目した。1970年代のFBIの役割や性質を研究する上で、ミリーと同じ1970年代にFBI捜査官だったジェリ・ウィリアムズという黒人女性と会話し、それがヒントンの言葉を借りれば「記念すべき助け」となったとのことである。
マレー・マルコヴィッツ
演 - ソウル・ルビネック、日本語吹替 - 佐々木薫
ミンディの夫でありハンターズの電子工学の専門家。ドイツ系ユダヤ人ホロコーストの生存者。
ミンディ・マルコヴィッツ
演 - キャロル・ケイン、日本語吹替 - 斉藤こず恵
マレーの妻で ハンターズの信号専門家。ドイツ系ユダヤ人のホロコーストの生存者。
ロニー・フラッシュ
演 - ジョシュ・ラドナー、日本語吹替 - 志村知幸
ハンターズの変装の達人役。
トラヴィス・ライヒ
演 - グレッグ・オースティン、日本語吹替 - 森宮隆
第四帝国に引き込まれたアメリカのネオ＝ナチ信奉者。オースティンがこの役を選んだのは、自分とは全く違うキャラクターを演じることで自分に挑戦したかったからである。オースティンはこの役を演じるために、様々なテレビシリーズに登場するサイコパスのキャラクターや、シリアルキラーのテッド・バンディを研究した。
ロキシー・ジョーンズ
演 - ティファニー・ブーン、日本語吹替 - 種市桃子
ハンターズのメンバーで偽造と贋作の専門家。
ジョー・ミズシマ
演 - ルイ・オザワ、日本語吹替 - 宮島岳史
ベトナム戦争の退役軍人であり、ハンターの戦闘専門家。シーズン2で大佐に拉致されて洗脳され、ハンターズに反旗を翻す。
シスター・ハリエット
演 - ケイト・マルヴァニー、日本語吹替 - きそひろこ
元MI6の諜報員で、現在はハンターズで働いている。レベッカという名の元ドイツ系ユダヤ人の子供の難民。
ビフ・シンプソン
演 - ディラン・ベイカー、日本語吹替 - 東明弘
カーター政権の国務次官であり、秘密裏にナチス諜報員
ハヴァ・"イマ"・アプフェルバウム
演 - ジェニファー・ジェイソン・リー（シーズン2）、日本語吹替 - 清水はる香
ユダヤ人のナチ・ハンター、ルースの妹でジョナの大叔母。
アドルフ・ヒトラー
演 - ウド・キア（シーズン2、シーズン1でスタンドインゲスト）
死を偽装した元第三帝国総統で、第四帝国の黒幕
クララ
演 - エミリー・ラッド（シーズン2）、日本語吹替 -  藤田曜子
ジョナのフィアンセ

### 準レギュラー
ヴィルヘルム・ズックス
演 - クリスチャン・オリヴァー
マイヤーとジョナの祖母ルースを苦しめたアウシュビッツのナチスの医師「ウルフ」。
ケネディ・グロトン刑事
演 - ヴィクター・ウィリアムズ
トビアス
演 - ジョノ・デイヴィス、日本語吹替 - 塩見宗真
大佐の付き人。
ハンク・グリムスビー
演 - ジェームズ・レグロス
元OSSの工作員で現在はFBIのミリーのボス。
キャロル・ロックハート
演 - エボニー・オブシディアン、日本語吹替 - 藤田曜子
アーサー・“ブーティホール”・マクギガン
演 - ケイレブ・エメリー、日本語吹替 - 藤原大智
シャーマン・“チークス”・ジョンソン
演 - ヘンリー・ハンター・ホール
ルース・ハイデルバウム
演 - ジーニー・バーリン
ジョナの祖母でアウシュビッツの生存者。
若き日のルース
演 - アニー・ヘッグ
マリア
演 - ジュリッサ・バーミューデス
ミリーのガールフレンドで看護師。
ジュアニータ・M・クレップス
演 - ベッキー・アン・ベイカー、日本語吹替 - 今井詩子
商務長官。
ドッティー
演 - セリア・ウェストン、日本語吹替 - 今井詩子
ジミー・カーター
演 - ベン・リビングストン
大統領。
エイミー・マルコヴィッツ
演 - ハンナ・リード・ルビネック（ソール・ルビネックの実の娘）

### ゲスト
ラビ・ステックラー
演 - ジョシュ・モステル
ティルダ・ザウアー
演 - バーバラ・スコヴァ
サイモン・ヴィーゼンタール
演 - ジャッド・ハーシュ
クラウス・ラインハルト
演 - キア・デュリア
フリードリヒ・マン
演 - ウィリアム・サドラー
フレデリック・ハウザー
演 - ジョン・ノーブル
ヴェルナー・フォンブラウン
演 - ヴィクター・スレザック
アルマンド
演 - ジェローム・シャルヴ
ヴォルフガング・ミューラー判事
演 - ジム・メスキメン
グレーテル・フィッシャー
演 - ヴェロニカ・ノワグ＝ジョーンズ
NASAの科学者。第1話で殺害され、ミリー・モリスが捜査した
マーカス・ロス
演 - マックス・マッケンジー

## エピソード
| シーズン | シーズン | 話数 | 話数 | 発売期間      | 発売期間      |
| -------- | -------- | ---- | ---- | ------------- | ------------- |
|          | 1        | 10   | 10   | 2020年2月21日 | 2020年2月21日 |
|          | 2        | 8    | 8    | 2023年1月13日 | 2023年1月13日 |

### シーズン1 (2020)
| 通算 話数 | シーズン 話数 | タイトル                                                   | 監督                           | 脚本                                                     | 公開日        |
| --- | ------------- | ---------------------------------------------------------- | ------------------------------ | -------------------------------------------------------- | ------------- |
| 1 | 1             | "魚の腹の中" "In the Belly of the Whale"                   | アルフォンソ・ゴメス＝レジョン | デヴィッド・ワイル                                       | 2020年2月21日 |
| アメリカのビフ国務次官がバーベキューを主催していたが、ゲストが自分をナチスの幹部として覚えていたことにショックを受け、ビフは自分の家族を含む出席者全員を殺害することになる。ジョナはブルックリンの自宅で祖母の残忍な殺害を目撃し、その後、祖母の死の真相究明を誓う。ルースのためのシヴァで座っている間、ジョナはルースの旧友、マイヤー-オッファーマンと出会う。フロリダでは、高齢のNASA科学者が自宅のシャワーの中で殺される。コード破りの神童であるジョナは、マイヤーの家でわずかな手がかりを見、ルースの犯人（アウシュビッツ強制収容所で殺人的な警備員だったおもちゃ屋の店主であり、ルースの妹の殺人者）を見つけるためにそれ活用する。おもちゃ屋の店主が優勢になるが、マイヤーがやってきて店主を殺す。 |               |                                                            |                                |                                                          |               |
| 2 | 2             | "追悼の祈り" "The Mourner's Kaddish"                       | ウェイン・イップ               | デヴィッド・ワイル                                       | 2020年2月21日 |
| マイヤーは、最初はジョナをジョナを関わらせることに消極的だったハンターズにジョナを合流させ、ジョナはすぐにおもちゃ屋の通信のコードをやぶり、すぐに受け入れられる。ジョナはルースがハンターの主要な部分であり、歴史的なファイルとより最近の取り調べの大規模なアーカイブを構築したことを知る。科学者の死を調査しているFBI捜査官ミリーは、ナチスとのつながりを暴き始める。大佐の下で働くアメリカ生まれの殺人的なナチスであるトラヴィスは、ナチスの地下組織を率いている人物が誰に殺されているのかを知るためにフロリダに派遣される。ハンターズは、かつてブッヘンワルド強制収容所の殺人的なパイドパイパーであったレコードプロデューサーを追い詰める。一見無害なメッセージを発見したハンターたちは、その男が密かに放送しているメッセージを見つけるが、ジョナがヘマをしてしまい、詳細を知る前にその男は殺されてしまう。 |               |                                                            |                                |                                                          |               |
| 3 | 3             | "サフタの幻影" "While Visions of Safta Danced in His Head" | ウェイン・イップ               | ニッキ・トスカーノ                                       | 2020年2月21日 |
| マルコウィッツ夫妻はパイドパイパーの放送から暗号を発見し、ウォーターゲート事件やロバート・ケネディ暗殺事件など、アメリカの過去の悲劇的な出来事がナチスの陰謀の一部であることを示唆した。メッセージは、ナチスが仕切った次の大事件がニューヨークの1977年ニューヨーク大停電で行われることを示唆している。ジョナの代わりに漫画店で働いていたジョナの友人ブーティホールがトラヴィスに殺される。 |               |                                                            |                                |                                                          |               |
| 4 | 4             | "偽善的な盗人たち" "The Pious Thieves"                     | ネルソン・マコーミック         | マーク・ビアンクーリ                                     | 2020年2月21日 |
| ハンターズは、ニュージャージーの銀行に隠されたナチスの盗品の巨大なコレクションを発見する。ジョナは、アウシュビッツ強制収容所にいる間の、ルースとマイヤーの間に深まる愛情を説明する、ルースによる手紙を見つける。 |               |                                                            |                                |                                                          |               |
| 5 | 5             | "夜の鳥たちは黒し" "At Night, All Birds are Black"         | デニー・ゴードン               | デヴィッド・Ｊ．ローゼン                                 | 2020年2月21日 |
| アウシュビッツ強制収容所では、ウルフとして知られている医師は、ルースが彼と一緒に働かないことに失望して、ウルフは報復としてマイヤーに拷問のような実験を行う。ハンターズの半分は、戦争中に囚人を実験台にしたナチスの医師を追うためにアラバマ州に行き、他の者はナチスのプロパガンダ映画監督で現在は政治コンサルタントとして働いているティルダを追いかける。ミリーは、アメリカにおけるナチスの存在について独自の手がかりを追い続ける。正体不明の加害者（ナチスか、ナチスを守るFBIか）にミリーは殴られてしまう。シスター・ハリエットはナチスを仲間から救い出し、車で走り去る。 |               |                                                            |                                |                                                          |               |
| 6 | 6             | "ルツ記1章１６節" "(Ruth 1:16)"                            | ミリセント・シェルトン         | ザキヤー・アレクザンダー                                 | 2020年2月21日 |
| マルコウィッツ家の娘の結婚式の日、マレーは彼らが幼い息子を連れて強制収容所に送られ、将校に殺されたことを思い出す。フラッシュバックでは、シスター・ハリエットが戦時中、他の若いドイツ人少女たちと一緒に隠れてイギリスに密かに送られていたことが描かれている。彼女は結婚式に到着し、彼女はマルコウィッツの息子を殺した男だと気づいていたナチスを縛ったことを明らかにします。ミリーは、自分も襲われるのではないかと恐れ、同棲中のガールフレンドと別れる。トラヴィスはマイヤーの屋敷に侵入し、ハンターズがナチスを追跡するために使用しているファイルの多くを燃やすしてしまう。 |               |                                                            |                                |                                                          |               |
| 7 | 7             | "シャローム・卑しき者よ" "Shalom Motherf***er"             | ネルソン・マコーミック         | エデュサルド・ハビエル・カントーとライアン・マルドナード | 2020年2月21日 |
| マイヤーは自分がジョナの祖父であることを認める。モリスは、最近の犠牲者が数百万人を殺害したナチスであることを知りながらも、オファーマンを逮捕する令状を取るために裁判官を欺き、殺人罪でオファーマンを告訴することに躍起になっていた。ジョナがナチスの音楽コードの最後の部分を解くと、ハンターズはナチスが1977年ニューヨーク大停電を介して生物兵器の積み荷をこっそり持ち込み、1977年ニューヨーク大停電と混雑する地下鉄車を爆破する陰謀を知る。マレーとジョナは乗客を救うが、マレー・マルコウィッツは爆弾を解除しようとして殺される。 |               |                                                            |                                |                                                          |               |
| 8 | 8             | "死の陰の谷" "The Jewish Question"                         | マイケル・アッペンダール       | デヴィッド・ワイルとチャーリー・キャスラー               | 2020年2月21日 |
| ミンディは、マレーが最終的に死んだときにユダヤ人の葬儀を望んでいたことを知って驚き、マレーを埋葬した後に彼女の息子を殺害した男を殺す。マイヤーは、彼とルースが結婚しなかった理由をジョナに告げる：アウシュビッツで、マイヤーはウルフがルースを撃つのを止めるために、ウルフが代わりに彼女を撃たせてほしいという彼女の嘆願を無視して、11人の囚人のシリーズを撃つことを選んだのだ。ハンターズはナチスとNASAの科学者ヴェルナー・フォン・ブラウンをマイヤーのチームが法的な法廷の前に彼らを連れてくるのではなく、ナチスを殺すことに反対しているナチスハンター、サイモン・ヴィーゼンタール経由で見つける。 |               |                                                            |                                |                                                          |               |
| 9 | 9             | "反撃の狼煙" "The Great Ole Nazi Cookout of '77"           | ネルソン・マコーミック         | ニッキ・トスカーノ                                       | 2020年2月21日 |
| エピソードは、最初にソ連政府や ソビエト連邦の宇宙開発に対抗するためのナチスを米国に連れ込むことの理由の見直しから始まる。ハンターズは第四帝国の要塞を攻撃し、彼らの病原体を運ぶコーンシロップを出荷する前に破壊する。闘争中に、ジョナはトラヴィスを殺すチャンス得るが、モリスに説得されてトラヴィスを逮捕させる。マイヤーは病原体が第四帝国の唯一の計画ではないと示唆する大佐を捕らえようとするが、大佐に銃撃されて車を川に落としてしまう。 |               |                                                            |                                |                                                          |               |
| 10 | 10            | "生ける神の言葉" "Eilu v' Eilu"                            | マイケル・アッペンダール       | デヴィッド・ワイル                                       | 2020年2月21日 |
| 大佐が殺される間、マイヤーはハリエットによって事故から救われる。ジョナは30年前にマイヤーとルースを拷問したナチスの医師ヴィィルヘルム・"ウルフ"・ズックスの捜索を始める。手がかりから、ジョナはルースのファイルを発見し、マイヤーが処刑するウルフと信じている外科医を捕まえることに成功する。しかし、マイヤーは、ウルフに追いついた場合にルースに誓ったであろう祈りを唱えず、恐怖するジョナにプロットを組み立てさせ、マイヤーが実際にはウルフであることを悟らせる。ズックスは白状し、ソビエト軍から脱出するために彼が本当のマイヤーを殺してアイデンティティを奪い、その後で彼がたった今殺したSS外科医によって整形手術を受けて変身を完了したと説明した。30年間ユダヤ人の生活を送ってきたズックスは、彼は自分の行動を後悔していると主張し、1年前のルースの訪問が彼を触発し、懺悔としてハンターズを率いるようになったと語る。彼を説得しようとするルースのビジョンにもかかわらず、ジョナはズックスを殺し、他のハンター達に恐ろしい真実を明らかにする。正体不明の女性と相談した後、ハリエットは残りのハンターに彼らがヨーロッパで彼らの使命を続けることを提案します。ミズシマは誘拐され、アルゼンチンに連れて行かれ、そこで大佐は生きていて、彼女のアイデンティティはエヴァ・ブラウンであり、彼女はアドルフ・ヒトラーと4人の同じアーリア人のような男児と暮らしていることを知る。 |               |                                                            |                                |                                                          |               |

### シーズン2 (2023)
| 通算 話数 | シーズン 話数 | タイトル                                                                    | 監督                       | 脚本                                                            | 公開日        |
| --- | ------------- | --------------------------------------------------------------------------- | -------------------------- | --------------------------------------------------------------- | ------------- |
| 11 | 1             | "1972年のバター彫刻家" "Van Glooten's Day 1972 Butter Sculptor of the Year" | フィル・エイブラハム       | デヴィッド・ワイル                                              | 2023年1月13日 |
| 1971年、ホロコーストの生存者がヒトラーが通過した町の住人を尋問し、その男からアルゼンチンの町の名を聞き出す。4年後、ズックスはアウシュビッツの元看守に誰だかを気疲れ、彼を殺害する。1979年現在、ハンターズは解散し、ジョナは婚約者のクララと偽名でパリに住んでいる。ジョナはシンプソンを追い詰め、ヒトラーの居場所を吐かせ、反撃に出ようとしたシンプソンを殺害する。パサデナで、モリスは元ナチスの司教を捕まえるが、法の裁きを受けさせようとしたため、彼は正義から逃れる。モリスは司教を自宅で殺すが、すぐに後悔する。そこに、以前電話したジョナがやってくる。ヒトラーとブラウンは、彼らの使用人となったジョーと夕食を共にする。 |               |                                                                             |                            |                                                                 |               |
| 12 | 2             | "ブエノスアイレス" "Buenos Aires"                                           | フィル・エイブラハム       | デヴィッド・ワイル、デヴィッド・J・ローゼン                     | 2023年1月13日 |
| 家庭教師として数ヶ月間潜入捜査をしていたハリエットは、ヒトラーの下で働くナチス残党を尋問中に子供の前で殺害する羽目になる。ライヒは脱獄し、ブラウンによってアルゼンチンに密入国し、ブラウンはヒトラーを簒奪する計画を明かし、ライヒとセックスをする。ジョナはモリスにヒトラーが生きていると説得し、彼らはヒトラーとブラウンの逃亡に資金を提供した男を見つけるために、消極的なハンターを再び結集させる。彼らはブエノスアイレスに移動し、オペラで男を追跡し、ジョナはロッカーから何かを取る男をキャッチするが、男は殺され、ハンターはハリエットと協力したマスクの襲撃者によって無力化される。 |               |                                                                             |                            |                                                                 |               |
| 13 | 3             | "クロウ" "Duck. Quail. Goose. Crow."                                        | サム・テイラー＝ジョンソン | デヴィッド・J・ローゼン                                         | 2023年1月13日 |
| ズックスは自分に新たな身分を与えたナチスを殺害するが、その後サイモン・ヴィーゼンタールが訪れ、殺人への彼の役割を疑い、潔白を保ち、ホロコースト生存者に成功例を示すよう勧める。その後、ズックスは自分の身元を示す最後の証拠を燃やしてしまう。ハンターと金融家を捕まえたグループを率いていた1971年の女性は、自分自身がルースの死んだはずの妹ハヴァであることを明らかにする。彼女は、ヒトラーに会えるのは「クロウ」だけであり、彼らが殺した男はクロウの配達員だったと説明するまで金融家を拷問する。彼らは配達員のポケットから見つかった鍵を追ってホテルに行き、そこでジョナはクロウを捕まえるためにハヴァのグループとハンターズに加わることに同意する。残りのハンターがクロウの護衛を倒す中、ハヴァはジョナに、ジョナがそばにいたからルースに連絡しなかったと説明する。動揺しジョナはバスルームに行き、そこでクロウに遭遇して殺害する。彼はクロウの財布から見つけた列車の切符をハヴァに渡す。ジョナはその後クララと遭遇する。ヒトラーはクロウの死の知らせを受け、ジョーにハンターを見つけて殺すよう命じる。 |               |                                                                             |                            |                                                                 |               |
| 14 | 4             | "過去の清算" "The Fare"                                                     | フィル・エイブラハム       | デヴィッド・J・ローゼン、ダリア・ポラティン、デヴィッド・ワイル | 2023年1月13日 |
| 1976年、ナチスを発見したというルースの報告も空振りに終わり、ズックスはハンターズの編成を始める。ハリエットはハヴァから父親を殺したナチスの居場所を教えられるが、彼の反省の態度を目の当たりにして殺しはしない。ロキシーとロニーは、列車のチケットで町に行く前に、終わった関係について議論し、何年もヨーゼフ・メンゲレを匿っていたがヒトラーではなかったことを認めるナチスカップルを調査する。ジョナはハヴァを追ってアルゼンチンに行ったことにし、クララはハヴァに会うことを要求する。クララはハヴァが持っていたナチスに関するファイルを発見し、ハヴァはジョナの正体と職業を知らせる。ジョナが彼女を追ってホテルに戻ったところをライヒに襲われてクララが誘拐され、車で去るライヒはジョナに花を投げつけて嘲笑う。ジョーはロキシーとロニーを追い詰め、ためらいながらも彼女の胸を撃ち抜く。 |               |                                                                             |                            |                                                                 |               |
| 15 | 5             | "血の絆" "Blutsbande"                                                       | ティファニー・ジョンソン   | タチアナ・スアレス＝ピコ                                        | 2023年1月13日 |
| ズックスはハンターズの人員を確保するため、ドイツへと旅立つ。彼は自分の正体を知らせずに姉と姪を訪ね、母親の墓に立ち寄る。そして、母親の墓に立ち寄ったところで、勧誘しようとした男が現れ、自分の正体をに気付かれたので、ズックスは彼を殺してしまう。ロニーとミンディはロキシーを連れて病院に急行し、手術してもらう。ミリーはハリエットに司教を殺した罪悪感を告白し、二人はキスをする。ヒトラーは敵への核攻撃を計画する。ジョナはライヒの車の窓に貼られた新聞から町を特定し、ハンターたちをそこへ連れて行くが、花屋のオーナーは農場から仕入れをしていることがわかる。農場へ到着したハンターたちは、ジョー、ライヒ、そしてネオナチの部隊に待ち伏せされる。ライヒはクララを人質に取るが、ヒトラーの洗脳と拷問の記憶に圧倒されたジョーは彼を射殺する。ハンターたちがジョーを取り囲む中、彼はヒトラーに会わせることができると主張する。 |               |                                                                             |                            |                                                                 |               |
| 16 | 6             | "死人の真実" "Only the Dead"                                                | フィル・エイブラハム       | ヘイリー・Z・ボストン、トリ・サンプソン                         | 2023年1月13日 |
| 1977年、ズックスとハリエットはアルゼンチンでナチス殺害者を追跡し、その正体がハヴァであることを明らかにする。ズックスはハヴァになぜ自分が生きていることをルースに知らせないのかと尋ね、ハヴァはルースはハンターの仕事に向いていないのに、自分は向いているからと答える。ブラウンは自分が政権の指導者にふさわしいと信じ、ヒトラーに子供を欲しいと頼む。クララは、ハンターを分裂させた事件、つまりジョナが誤って子供を殺した事件についてジョナに問い詰め、嫌悪感を持って立ち去る。ジョーはハンターたちをヒトラーの邸宅に案内し、その途中でハヴァは、ナチス狩りへの情熱を育ててくれたゼヴと出会い、恋に落ちた経緯を語る。翌日、ハンターたちはヒトラーの脱出用トンネルを通って忍び込み、彼を難攻不落の地下壕に誘導する際に警備員を虐殺する。ハヴァはジョナをかばい、ヒトラーを追うことを許可するが、彼女は殺される。ジョナはヒトラーの自殺を阻止し、殺す代わりに裁判にかけることを決意する。 |               |                                                                             |                            |                                                                 |               |
| 17 | 7             | "幽霊の家" "The Home"                                                       | デヴィッド・ワイル         | デヴィッド・ワイル                                              | 2023年1月13日 |
| ジョナはヒトラーに銃を突きつけながら歩き、ある話をする。1942年のドイツ、ユダヤ人を匿っている容疑で3人のナチスが有名建築家のハインリッヒ・ハンゾムと妻ヘルガの家を訪れる。そのうちの2人は地下室と天井裏に隠れていたユダヤ人を発見するが、ハインリッヒが仕掛けた罠で殺害される。3人目のナチは、壁の中に隠れていたゼヴを打った後でヘルガに殺される。遺体の処理から1週間後、さらに3人のナチが最初の3人を探しにやってくる。最初の3人のナチやユダヤ人の証拠は見つからなかったが、家を自分のものにするために夫妻を殺害する。男の家族が引っ越して来た後で、ゼヴは男の息子のフリードリッヒに発見され、ユダヤ人たちは両親を殺害する。ナチが捜査にやってくると、ゼヴとユダヤ人女性はフリードリッヒとその母親を装おうが、フリードリッヒは屋根裏から逃げ出して女性を刺そうとし、女性はナチに殺害される。ゼヴは仕掛けた罠でそのナチと他の数名を殺し、ナチが家を焼く最中に、大人のユダヤ人によって他の子供達と脱出する。現代では、ジョナがヒトラーを大人になったゼヴに引き渡す。馬に乗って立ち去ると、川の向こうにハンゾム家の幻影が見える。 |               |                                                                             |                            |                                                                 |               |
| 18 | 8             | "ヒトラーに裁きを" "The Trial of Adolf Hitler"                              | フィル・エイブラムス       | デヴィッド・ワイル、チャーリー・カスラー                        | 2023年1月13日 |
| 2か月後、ヒトラーはドイツに引き渡され、ホロコーストへの関与について裁判にかけられるが、ヒトラーの弁護士も相手側の代理人もともにユダヤ人である。ミンディを含む数人のホロコースト生存者が証言台に呼び出され、ミンディはヒトラーに対して痛烈な証言をする。ヒトラーは自ら証言台に立ち、検察側代理人にユダヤ人への憎しみとホロコーストでの指導的役割に対する誇りを主張するよう挑発され、有罪となり仮釈放なしの終身刑を言い渡される。ヒトラーが法廷の外に導かれる際、隠されていたカプセルを飲み、明らかな脳卒中の症状が起きて救急搬送されるが、救急車の運転手は警備員を殺害し、ブラウンの元までヒトラーを送った後に蘇生させる。ヒトラーの無能さにうんざりしたブラウンは、ライヒに彼を殺すように命令するが、彼は逆に彼女を殺し、ヒトラーの後継者になるべく刑務所で軍隊を集めたことをヒトラーに見せつける。ジョナが彼らを攻撃し、ジョナはライヒに撃たれるが、ジョーによって救出される。警察がヒトラーを逮捕する一方、ライヒは屋上から飛び降りて逃走し、行方不明となる。しばらくして、ジョナは引退してクララと結婚し、ミリーとハリエットは交際しており、ミリーは司教殺害を自白したにもかかわらず尊重されており、ロキシーとロニーは友達のままで、ジョーは平和を求めて一人旅に出る。ハリエットはジョナに、ザックスがリヒター・ルースの住所を伝えたという証拠を与える。マイアミ で新婚旅行に行ったジョナは、テーブルの近くで老人が ドイツ語 で注文するのを聞き、彼と目を合わせる。 |               |                                                                             |                            |                                                                 |               |

## プロダクション

### 開発
2018年5月17日に、Amazonプライム・ビデオが10エピソードからなるファーストシーズンのシリーズに直接注文することを発表した。このシリーズは、ジョーダン・ピール、トム・レシンスキー、ジェナ・サントニアンニ、ウィン・ローゼンフェルドとともにエグゼクティブ・プロデュースとしてデヴィッド・ワイルが制作した。ワイルはまたシリーズの執筆も期待されていた。このシリーズに関わる制作会社は、モンキーポー・プロダクションズとソナー・エンターテインメントとなる予定だった   。2018年8月7日には、ニッキ・トスカーノがエグゼクティブ・プロデューサーとして制作に参加し、ワイルと並んで共同ショーランナーを務めることが発表された。

### キャスティング
2018年12月13日、ローガン・ラーマンがシリーズの主役であるジョナ・ハイデルバウム役で交渉中であることが報じられた。2019年1月10日、アル・パチーノがシリーズの主役の契約を締結中であることが報報じられた。2019年2月7日、ジェリカ・ヒントン、ディラン・ベイカー、レナ・オリン、グレッグ・オースティン、キャサリン・テイト、ティファニー・ブーン、ソウル・ルビネック、キャロル・ケインがシリーズのキャストに参加するために様々な交渉段階にあることが報じられた。4日後、ブーンが正式にキャストに加わったことが発表された。3月にはジョシュ・ラドナーがキャスティングされた。2019年4月には、ケイト・マルバニー、ジェームズ・レグロス、エボニー・オブシディアン、ケイレブ・エメリー、ヘンリー・ハンター・ホール、ジーニー・バーリンがシリーズのキャストに加わり、マルバニーはシリーズレギュラーとして加入した。

## 反応
『ナチ・ハンターズ』は、そのトーンとペーシングに対する批判と、そのパフォーマンスに対する賞賛によって、二極化したレビューを受けた。 シリーズは、6.21の平均評価で、Rotten Tomatoesでの92レビューで65％の承認率を得ている。Metacriticは、シリーズに「混合または平均的なレビュー」を示す100点満点で55 点を37人の評論家に基づいて与えた。シリーズはアウシュビッツ強制収容所を不正確に表現していることから、アウシュビッツビルケナウ博物館からいくつかの批判を受けている。囚人たちが強制的に人間チェスのゲームに参加させられている様子を描いたシーンは、「危険な愚かさと風刺画」と称された。 また、同館はこのショーが「未来の否定者を歓迎する」と懸念を示した  。USCショーア基金のスティーブンD.スミス理事は、この番組を厳しく非難し、「Amazonはセカンドシーズンのために更新してはならない」と結論付けた。
にもかかわらず、本作はシーズン2へ更新されたものの、2023年1月13日に最終回を迎えた後に打ち切られた。